# FashionPhilosophy Fashion Week Poland
FashionPhilosophy Fashion Week Poland – polski tydzień mody, odbywający się cyklicznie dwa razy w roku w Łodzi.
Podczas Fashion Week Poland organizowanych jest kilkadziesiąt pokazów mody „Designer Avenue” oraz pokazów mody awangardowej „OFF Out of Schedule”. Wydarzenie współtworzy szereg wydarzeń towarzyszących, m.in. cykl seminariów „Let Them Know” dla branży modowej i wystawa młodych fotografów mody „Young Fashion Photographers Now”. Nieodłącznym elementem Polskiego Tygodnia Mody jest strefa Showroom, czyli miejsce gdzie prezentowane są stoiska projektantów oraz autorskich i profesjonalnych marek.
9. edycję wydarzenia odwiedziło ponad 15 000 gości, wśród których obecnych było prawie 1000 akredytowanych przedstawicieli mediów polskich i zagranicznych. W grudniu 2015 r. stacja CNN wyemitowała 3-krotnie program „Made In Poland”, gdzie Fashion Week Poland zaprezentowano jako sztandarowe osiągnięcie Polski. Ostatnia edycja w Łodzi odbyła się w kwietniu 2016 roku.

## Idea
FashionPhilosophy Fashion Week Poland to inicjatywa kierowana do projektantów, dziennikarzy, stylistów, kupców i przedsiębiorców oraz pasjonatów mody. Wydarzenie konfrontuje rynek polski z zagranicą, informuje i inspiruje projektantów, managerów firm odzieżowych, producentów, stylistów, media, agentów mody i handlowców. Służy prezentacji polskich trendów na kolejny sezon, wsparciu uznanych już projektantów oraz promocji młodych twórców. Stanowi platformę wymiany kontaktów oraz doświadczeń.
Pomysłodawcami Polskiego Tygodnia Mody są Irmina Kubiak oraz Jacek Kłak, a organizatorem Grupa Kreatywna Moda Forte. Pierwsza edycja FashionPhilosophy Fashion Week Poland odbyła się jesienią 2009 r. Reżyserem pokazów byli między innymi Katarzyna Sokołowska, Waldek Szymkowiak, Maciej Majzner oraz Ewa Bujnowicz.

## Wydarzenia FashionPhilosophy Fashion Week Poland

### Designer Avenue
„Designer Avenue”, czyli Aleja Projektantów – pokazy profesjonalnych projektantów mody. W ramach „Designer Avenue” odbywają się pokazy polskich projektantów ubioru oraz zagranicznych gości specjalnych. Dotychczas na wybiegach „Designer Avenue” FashionPhilosophy Fashion Week Poland kolekcje pokazali, m.in.: Agatha Ruiz de la Prada, On Aura Tout Vu, Junko Koshino, Ewa Minge, Dawid Tomaszewski, Custo Barcelona, Georges Chakra, Eymeric Francois, Nuno Gama, Miguel Vieira, Thorbjorn Uldam, Gaspard Yurkievich, Tamara Gibus – Mara Gibbucci, Joanna Kedziorek, Odio Tees, Jakub Pieczarkowski, Grzegorz Kasperski, Natasha Pavluchenko, Łukasz Jemioł, Bohoboco, Michał Szulc, Joanna Klimas, Natalia Jaroszewska, Nennuko, MMC Studio, Podsiadło, Wojtek Haratyk i Agnieszka Orlińska.
Projektantów wybiera Rada Programowa, w skład której wchodzą:
- Hanna Gajos – redaktor naczelna magazynu Rynek Mody,
- Wojciech Grzybała – szef działu mody magazynu GRAZIA,
- Olivier Janiak – dziennikarz, redaktor naczelny MaleMEN,
- Marcin Świderek – szef działu mody magazynu Glamour,
- Marta Kalinowska – dziennikarka, stylistka, wykładowca na warszawskiej ASP,
- Monika Karolczak – z-ca dyrektora Biura Promocji, Turystyki i Współpracy z Zagranicą Urzędu Miasta Łodzi,
- Mikołaj Komar – dziennikarz, fotograf, redaktor naczelny KMAG,
- Ina Lekiewicz – dziennikarz, szef działu mody magazynu ELLE,
- Krzysztof Łoszewski – dziennikarz, stylista mody, projektant,
- Marcin Różyc – dziennikarz, Maria Szaj – dziennikarka, szefowa działu mody magazynu Twój Styl,
- Agnieszka Ścibior – dziennikarka, stylistka, redaktor naczelny magazynu „Viva! Moda”.

### OFF Out of Schedule
Awangardowe pokazy „OFF Out of Schedule” – pokazy młodych, dobrze zapowiadających się projektantów oraz mody awangardowej.
Na wybiegach "OFF Out of Schedule" swoje kreacje pokazywali m.in.: UEG, Paulina Plizga, Jarosław Ewert, Kas Kryst, Monika Błotnicka, IMA MAD, Herzlich Willkommen, Kubalańca i Paulina Matuszelańska.
Projektantów wybiera Rada Programowa, w skład której wchodzą:
- Sławek Blaszewski – stylista,
- Krzysztof Grabań – wydawca magazynu HIRO Free,
- Ewa Kosz – redaktor naczelna Ultra Żurnal,
- Tobjasz Kujawa – bloger,
- Weronika Płocha – redaktor prowadząca LAMODE.INFO,
- Marcin Różyc – dziennikarz,
- Bernard Saczuk – dyrektor artystyczny OFF Out of Schedule,
- Robert Serek – stylista, dziennikarz, redaktor naczelny magazynu Vice,
- Bartosz Żurowski – bloger.

### Young Fashion Photographers Now
Wystawa prac młodych fotografów mody stanowiąca wydarzenie towarzyszące Polskiego Tygodnia Mody. YFPN ma za zadanie promocję młodych, nieznanych jeszcze w świecie mody twórców.
Nadsyłane prace ocenia Rada Programowa, w której zasiadają:
- Mikołaj Komar – redaktor naczelny magazynu KMAG, fotograf,
- Łukasz Ziętek – fotograf,
- Paweł Walicki – producent sesji Warsaw Creatives,
- Bernard Saczuk – Dyrektor Artystyczny YFPN,
- Maciej Zieliński – redaktor naczelny magazynu Digital Camera.

### Let Them Know
Wydarzenie towarzyszące FashionPhilosophy Fashion Week Poland. Jest to cykl profesjonalnych, w większości bezpłatnych szkoleń oraz wykładów przeznaczonych dla osób działających w branży modowej – projektantów, producentów, właścicieli firm odzieżowych, specjalistów ds. marketingu. „Let Them Know” stanowi platformę wymiany doświadczeń pomiędzy specjalistami, działającymi w różnych branżach mody oraz jest szansą pozyskania trudno dostępnej w Polsce wiedzy. Dotychczas wykłady oraz szkolenie „Let Them Know” prowadzili m.in.: Anne Viallon, Olga Nieścier, Yvan Rodić, Marlena Woolford, Agata Wojtkiewicz i Marta Kalinowska.

### Showroom
Największa strefa FashionPhilosophy Fashion Week Poland. Miejsce, w którym projektanci oraz autorskie i profesjonalne marki prezentują kolejce ubioru, biżuterii i akcesoriów. Podczas 9. edycji Polskiego Tygodnia Mody w strefie Showroom obecnych było ponad 100 stoisk polskich i zagranicznych twórców oraz przedstawicieli sponsorów, patronów i partnerów FashionPhilosophy Fashion Week Poland. Dokładny spis wystawców dostępny jest w katalogu oraz na stronie wydarzenia. Z edycji na edycję strefa Shworoom powiększa się. Obecnie odwiedza ją kilkanaście tysięcy gości, wśród których można znaleźć projektantów, przedstawicieli firm branży fashion (buyerów), media oraz przede wszystkim miłośników najnowszych trendów w modzie.

### Fashion Film Festival
Fashion Film Festival to przegląd artystycznych filmów o tematyce modowej i zarazem wydarzenie towarzyszące wiosennych edycji Polskiego Tygodnia Mody.

### Pokazy światowych projektantów podczas Polskiego Tygodnia Mody
- 2009: Roberto Cavalli, Agata Ruiz de la Prada, Gregor Clemens i Georges Chakra[4]
- 2010: Kenzo Takada i Patrizia Gucci (prawnuczka założycieli domu mody Gucci), Agaty Ruiz de La Prada z Hiszpanii i Nuno Gama z Portugalii.
- 2013: Junko Koshino, Eva Minge, Dawid Tomaszewki

## Miejsce
Pokazy FashionPhilosophy Fashion Week Poland oraz wydarzenia towarzyszące odbywały się dotychczas m.in. w hali EXPO Międzynarodowych Targów Łódzkich, postindustrialnym centrum handlowym Manufaktura, Centralnym Muzeum Włókiennictwa znajdującym się w zabytkowej Białej Fabryce Geyera, na terenie Łódzkiej Specjalnej Strefy Ekonomicznej położonej na Księżym Młynie oraz w Centrum Promocji Mody, działającym przy Akademii Sztuk Pięknych w Łodzi, a także w Wytwórni Filmowej i obiektach hotelu Hilton przy ulicy Łąkowej.

## Nagrody
Fashion Philosophy Fashion Week Poland został uznany w plebiscycie „Elle Style Awards”, za najważniejsze wydarzenie modowe 2009 roku. FashionPhilosophy Fashion Week Poland otrzymał też główną nagrodę w plebiscycie Łódź Sukcesu. Wydarzenie zyskało również miano „Event Roku 2010” w plebiscycie magazynu „Aktivist” oraz przyczyniło się do zdobycia przez Łódź tytułu Doskonałości Mody 2010 przyznawanego przez „Twój Styl”.